# Suhace, Plevna
Suhace (în bulgară Сухаче) este un sat în comuna Cerven Breag, regiunea Plevna,  Bulgaria. 

## Demografie
Componența etnică a satului Suhace
     Bulgari (91,22%)
     Nicio identificare (8,77%)
     Altele (0%)
La recensământul din 2011, populația satului Suhace era de 684 locuitori. Din punct de vedere etnic, majoritatea locuitorilor (91,22%) erau bulgari. Pentru 8,77% din locuitori nu este cunoscută apartenența etnică.